# Pru (Fluss)
Der Pru ist ein Fluss in Ghana und ein Nebenfluss des Volta.

## Verlauf
Der Fluss hat seine Quellen im Nordwesten der Ashanti Region. Er fließt in nordöstliche Richtung. Östlich der Stadt Prang mündet der Pru schließlich in den Volta-See.

## Hydrometrie
Durchschnittliche monatliche Durchströmung des Pru gemessen an der hydrologischen Station bei Prang, beim Großteil des Einzugsgebietes, in m³/s.